# Reena Khokhar
Reena Khokhar (en pendjabi : ਰੀਨਾ ਖੋਖਰ, et en hindi : रीना खोखरी) née le 10 avril 1993, est une joueuse de hockey sur gazon professionnelle indienne qui joue comme attaquant pour l'équipe nationale indienne. Elle faisait partie de l'équipe de 18 membres qui a représenté l'Inde à la Coupe du monde 2018, faisant son retour dans l'équipe.
Au niveau du club, Khokhar joue pour la Madhya Pradesh Hockey Academy.